# Matmata (Marroc)
Matmata (en àrab مطماطة, Maṭmāṭa; en amazic ⵎⵟⵎⴰⵟⴰ) és una comuna rural de la província de Taza, a la regió de Fes-Meknès, al Marroc. Segons el cens de 2014 tenia una població total de 11.928 persones.